# Igor Drotár
Igor Drotár (* 4. prosinec 1954, Prešov, Československo) je slovenský jezdec v rallye a závodech automobilů do vrchu.
Se závoděním začal už v roce 1973 po boku svého kamaráda a stálého spolujezdce Vladimíra Bánociho. V roce 2014 se v 59 letech stal absolutním mistrem Slovenska v závodech automobilů do vrchu a stal se tak jediným slovenským závodníkem, vyhrál mistrovství Slovenska v rallye a také mistrovství Slovenska v závodech automobilů do vrchu.

## Začátky
K rallye ho přivedl jeho přítel a dlouholetý spolujezdec Vladimír Bánoci. Se svou závodní kariérou začal v roce 1973 na Rally Zemplínská Šírava na sériové Škodě 100, kterou mu půjčil jeho třídní učitel. Během své kariéry vystřídal množství automobilů, jako BMW M3, Ford Escort RS Cosworth, Toyota Celicia GT-4 ST205, Škoda Octavia WRC, Subaru Impreza S12B WRC '07, Škoda Fabia WRC  až po současnou Škoda Fabia R5. V roce 1997 se stal mistrem Slovenska. Během celé kariéry je jeho spolujezdcem Vladimír Bánoci, který je také viceprezidentem SAMŠ.

## Galerie

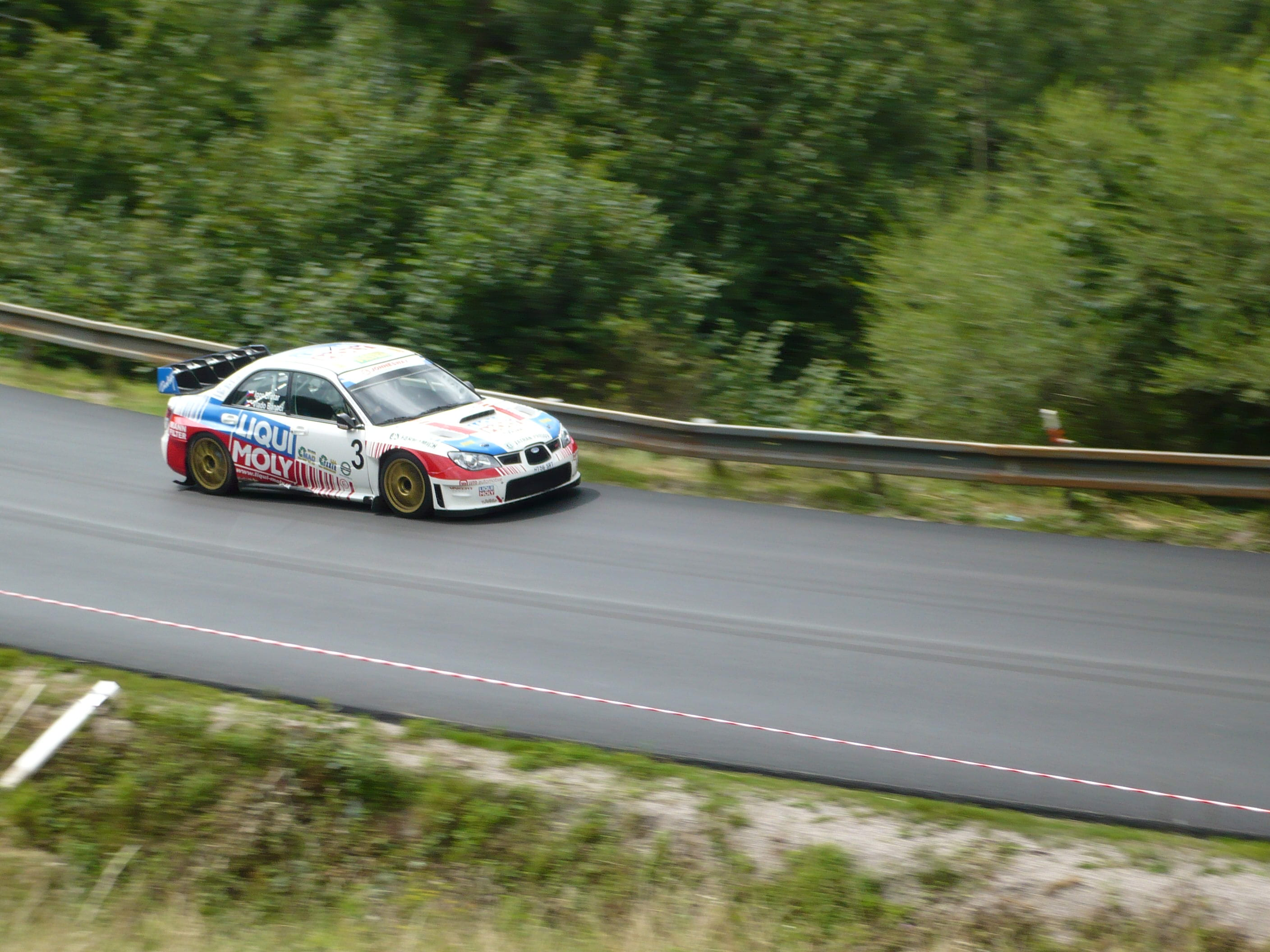
Subaru Impreza N12 Igora Drotára během Závodů automobilů do vrchu Dobšinský kopec 2011
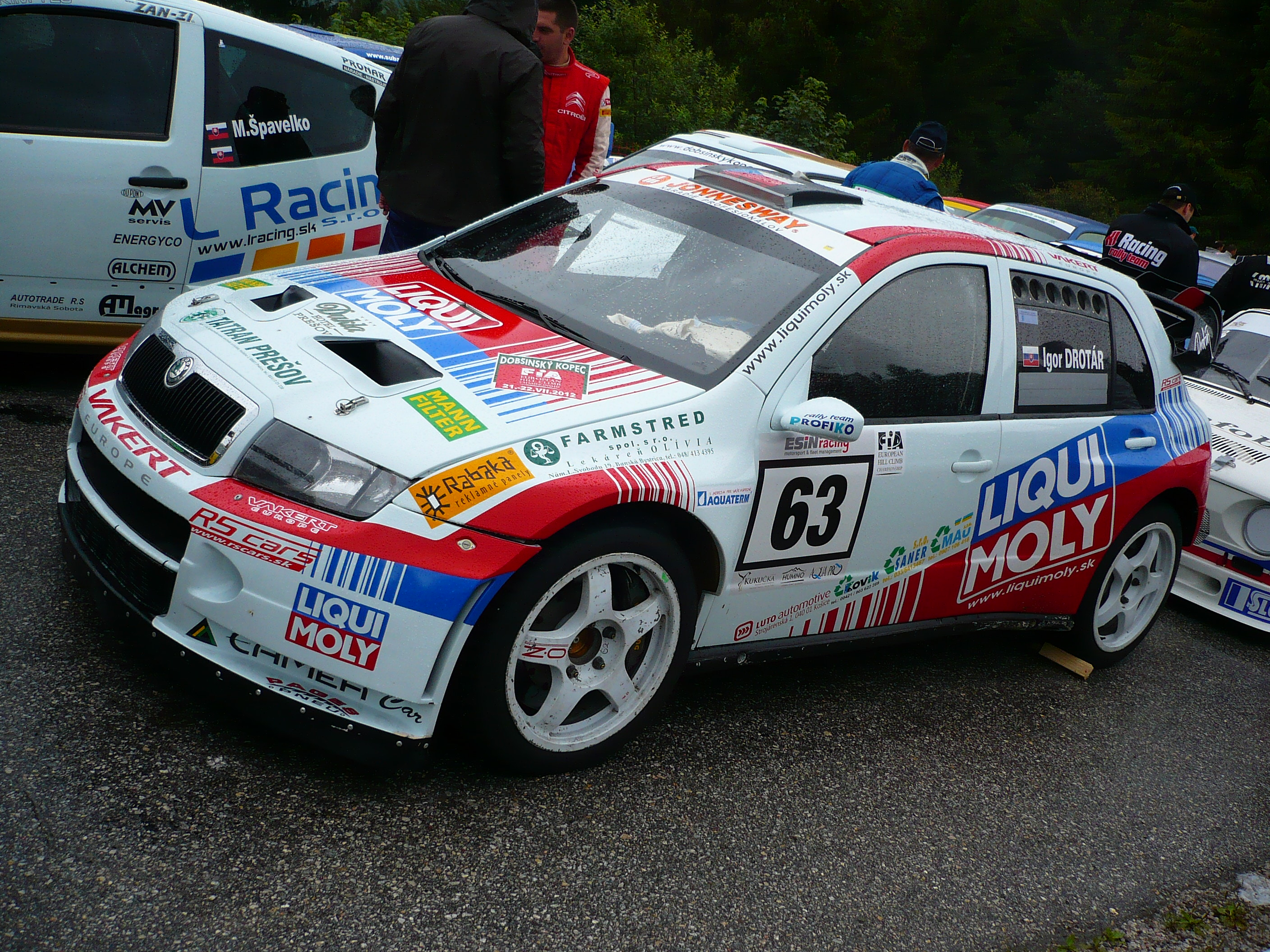
Škoda Fabia WRC Igora Drotára během Mistrovství Evropy v závodech automobilů do vrchu Dobšinský kopec 2012
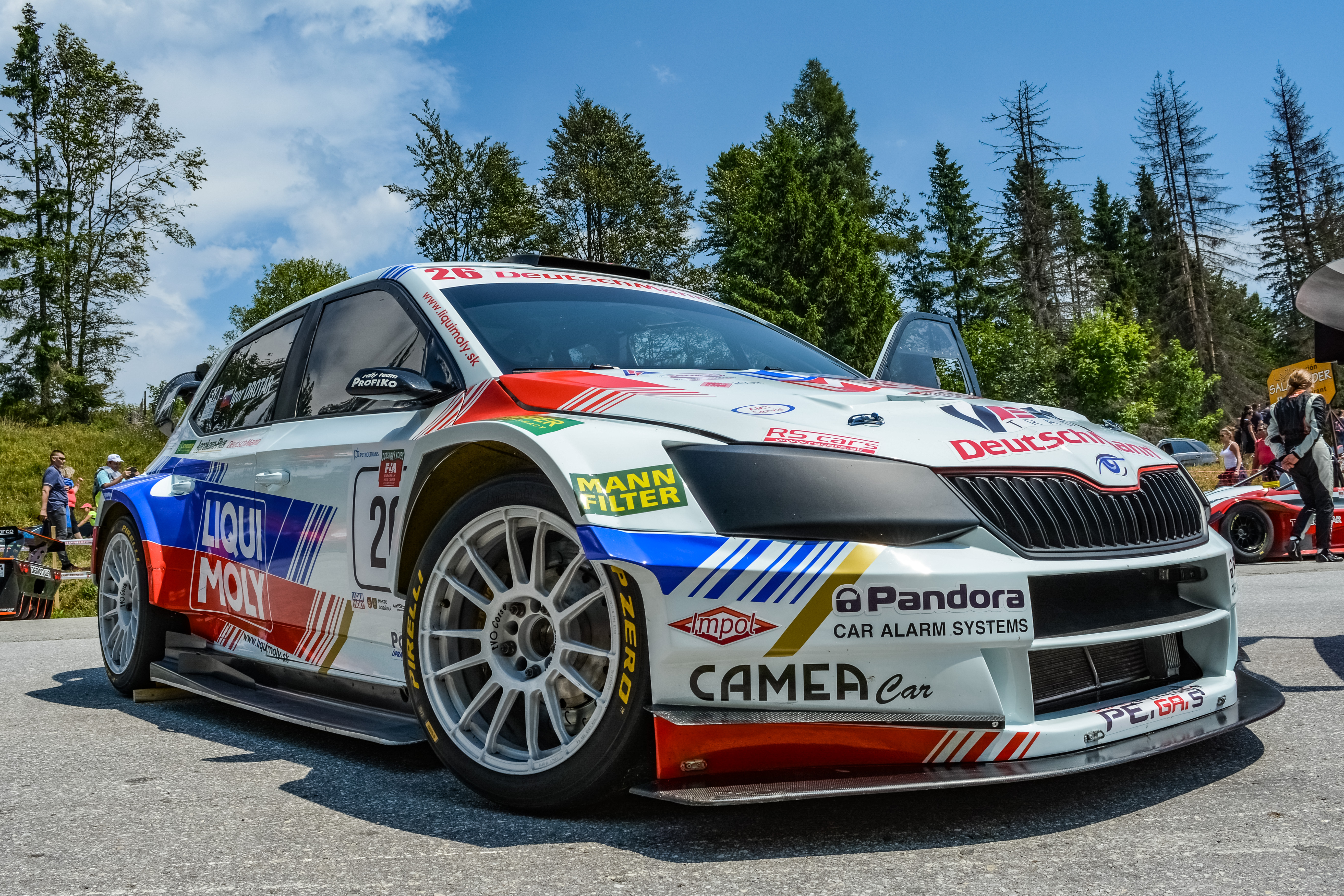
Škoda Fabia R5 DTRi Igora Drotáře během Mistrovství Evropy v závodech automobilů do vrchu Dobšinský kopec 2019